# زین جوردن
زین جوردن (به انگلیسی: Zane Jordan) (زادهٔ ۱۸ ژوئیهٔ ۱۹۹۱) شناگر اهل زامبیا است.